# هناوا فالز (نیویورک)
هناوا فالز (به انگلیسی: Hannawa Falls) یک منطقهٔ مسکونی در ایالات متحده آمریکا است که در نیویورک واقع شده‌است. هناوا فالز ۱٬۰۴۲ نفر جمعیت دارد و ۱۷۰٫۰۸ متر بالاتر از سطح دریا واقع شده‌است.